# Stéphanie Valloatto
Stéphanie Valloatto est une réalisatrice et auteure française.

## Biographie
Stéphanie Valloatto a réalisé des films pour la télévision avant d'écrire et réaliser en 2011 un film pour la Collection Empreintes consacré à l'écrivain, auteur d'Un été dans l'Ouest et du livre Un petit garçon. Après s'être penchée sur la vie de Philippe Labro, elle s'est, cette fois-ci, intéressée aux caricaturistes qui utilisent l'humour et parfois la provocation pour soutenir et défendre la démocratie et la liberté d'expression. Pour ce premier long-métrage, Caricaturistes, fantassins de la démocratie, la réalisatrice est allée à la rencontre d'une douzaine de caricaturistes dans le monde dont le dessinateur Plantu. Ce film a été présenté au Festival de Cannes 2014 (hors compétition) et nommé en 2015 pour le César du meilleur documentaire lors de la 40e cérémonie des César. Il a obtenu le prix Henri-Langlois (« Trophée Film Documentaire 2015 »).

## Filmographie
- 2001: Robin des mers (France 3)
- 2005 : Derniers frères missionnaires à Madagascar (coréalisateur: Cyrille Blanc)
- 2006 : Lucien Gourong, le passeur de mémoire (France 3)
- 2008 : Perrine Rogiez-Thubert : Lieutenant à la police scientifique (Faits Divers Le Mag)
- 2011 : Philippe Labro, entre ombre et lumière (Collection Empreintes - France 5)
- 2014 : Caricaturistes, fantassins de la démocratie
- 2016 : Premier Homme (Docu Fiction M6) en co-écriture  - réalisé par Frédéric Fougea et Jérôme Guiot
- 2020 : La cité de l'espoir  (France 3)